# 8233 Asada
8233 Asada (1997 VZ2) là một tiểu hành tinh vành đai chính được phát hiện ngày 5 tháng 11 năm 1997 bởi T. Kobayashi ở Oizumi.